# Aleksandra Chmielewska
Pour les articles homonymes, voir Skarzyńska.
Aleksandra Chmielewska, née Skarzyńska, née le 11 octobre 1988 est une pentathlonienne polonaise.

## Palmarès
| Discipline/Année                           | 2010 | 2011 | 2012 | 2013 | 2014 |
| ------------------------------------------ | ---- | ---- | ---- | ---- | ---- |
| Jeux olympiques Individuel                 | -    | -    | -    | -    | -    |
| Championnats du monde seniors Individuel   | -    | -    | -    | 22e  | -    |
| Championnats du monde seniors Équipe       | -    | 10e  | 6e   | 6e   | -    |
| Championnats du monde seniors Relais       | -    | 8e   | 7e   | 14e  | -    |
| Coupe du monde seniors Individuel          | -    | -    | -    | -    | -    |
| Championnats d'Europe seniors Individuel   | 27e  | 26e  | 22e  | 27e  | -    |
| Championnats d'Europe seniors Équipe       | -    | 5e   | 5e   | 6e   | -    |
| Championnats d'Europe seniors Relais       | -    | 7e   | 2e   | 2e   | -    |
| Championnats de Pologne seniors Individuel | -    | -    | 3e   | 1re  | -    |

Ce palmarès n'est pas complet